# Serhiy Politylo
Serhiy Politylo (tiếng Ukraina: Сергій Олегович Політило; sinh 9 tháng 1 năm 1989 ở Novovolynsk, Volyn, CHXHCNXV Ukraina) là một cầu thủ bóng đá Ukraina thi đấu ở vị trí tiền vệ cho Adana Demirspor.

## Sự nghiệp
Anh được đẩy lên đội chính từ đội dự bị vào tháng 11 năm 2006.